# Pholcus sidorenkoi
Pholcus sidorenkoi là một loài nhện trong họ Pholcidae. Loài này được phát hiện ở Nga.